# Яхья, Алледин
Алледин Яхья (араб. علاء الدين يحيى‎; род. 26 сентября 1981, Коломб) — тунисский футболист, защитник.

## Карьера

### Клубная
Профессиональную карьеру начал в 2000 году выступлениями за клуб «Луанс Сисо», в которой провёл один сезон, приняв участие лишь в 4 матчах чемпионата.
Впоследствии с 2001 по 2008 года играл в составе таких команд, как «Генгам», «Саутгемптон» (не сыграл ни одного матча за клуб), «Сент-Этьен», «Седан» и «Ницца».
Своей игрой за последнюю команду привлёк внимание представителей тренерского штаба клуба «Ланс», в состав которого присоединился в 2008 году. Сыграл за команду из Ланса следующие шесть сезонов. Большинство времени, проведённого в составе «Ланса», был основным игроком команды.
В состав клуба «Кан» присоединился в 2014 году.

### Сборная
За сборную Алледин дебютировал в 2002 году. Со сборную принял участие на двух Кубков африканских наций (2004 (чемпион) и 2006), на Чемпионате мира 2006 года в Германии и на Олимпийских играх 2004.